# تاجيا (بلدة)
تاجيا هي بلدية في مقاطعة إمبيريا في منطقة ليغوريا، وتقع على بعد حوالي 110 كيلومترا (68 ميلا) جنوب غرب جنوة وحوالي 15 كم (9 ميل) غرب إمبيريا. عدد سكانها حوالي 13,000 نسمة.

## الموقع
تحد تاجيا البلديات التالية: بادالوكو، كاستيلارو، سيريانا، دولسيدو، بيترابرونا، ريفا ليغور، وسانريمو.

## جغرافيا
تقسم البلدة إلى ثلاثة اقسام وهي 1- تاقيا القديمة وتقع في فالا ارجنتينا ذات المكان الخالي من السكان ويمكن اعتبارها مركز البلدة. 2- أرما، منتجع البحر و3- ليفا، وتحوي المنطقة الصناعية الواقعة بين المراكز الأخرى. يمكن الوصول إلى البلدة بعد عشرة أميال (16 كم) من مدينة إمبيريا.

## تاريخ
يوجد بها مقابر تعود إلى القرنين العاشر والسابع قبل الميلاد. وكانت ميناء تجاري هام خلال سيطرة الرومان، والمعروف باسم كوستا باليني. بعد سقوط الإمبراطورية الرومانية الغربية، تضرر المركز القديم بسبب غزو روثاريس لومبارد ثم بسبب انهيار أرضي في 690. انتقل السكان إلى مستوطنة مسورة جديدة تسمى طابيا. وعلى الرغم من دفاعاتها الا انها سويت بالارض في عام 889 من قبل السراكنس والمقصود هنا المسلمون وهو لقب يطلقه الاوربيون في العصور الوسطى على قبائل شبه الجزيرة العربية
أعيد بناء القلعة القديمة وهي بلدة مسورة أصبحت اقطاعية لعائلة كلافيسانا عام 1153، ولكن بعد فترة وجيزة استحوذت عليها جمهورية جنوة. في عام 1273 أصبحت بلدية مستقلة، سميت فيما بعد ب بودستا وقت حكم الجمهورية، وظلت تحتها حتى اختفائها في الحروب النابليونية. أصبحت فيما بعد جزءًا من مملكة سردينيا (1815) ومملكة إيطاليا (1861).